# ادگار استپانیان
ادگار استپانیان (ارمنی: Էդգար Ստեփանյան؛ زادهٔ ۱ ژانویهٔ ۱۹۹۷ در ماسیس) دوچرخه‌سوار اهل ارمنستان است. که در مسابقات قهرمانی نوجوانان جهان در مجموعه موفق به کسب ۱ مدال نقره و ۱ مدال برنز شده‌است

## نتایج مهم
۲۰۱۸
مقام اول  رقابت امتیازی، مسابقات قهرمانی پیست یواف‌سی زیر ۲۳ سال اروپا